# Синкретизм (философия)
Синкретизм (др.-греч. συγκρητίσμος; sygkrètismos; «объединение критян») — сочетание разнородных философских начал в одну систему. В отличие от эклектизма, синкретизм сочетает эти начала без их объединения. Слитность, нерасчлененность, характеризуемая для первоначального состояния в развитии чего-нибудь.
Термин распространился на формы объединений разнородных начал в других областях — в религии, искусстве и лингвистике.
Понятие синкретизма близко подходит к эклектизму (смешение); различие между ними видят в том, что эклектизм старается путём критики выделить из различных систем состоятельные принципы и органически связать их в одно целое, а синкретизм соединяет разнородные начала, не давая им истинного объединения, потому что игнорирует необходимость их внутреннего единства и непротиворечия друг другу. Синкретизм с особой яркостью проявился в александрийской философии, у Филона Иудейского (ок. 25 до н. э. — ок. 50 н. э.) и других, пытавшихся соединить греческую философию с восточными учениями. То же замечается у гностиков.